# Jelena Dokić
Jelena Dokić (født 12. april 1983 i Osijek, Jugoslavien) er en professionel tennisspiller fra Australien.